# Obuhiv, Murovani Kurîlivți
Obuhiv (în ucraineană Обухів) este localitatea de reședință a comunei Obuhiv din raionul Murovani Kurîlivți, regiunea Vinnița, Ucraina.

## Demografie
Componența lingvistică a localității Obuhiv
     Ucraineană (99,59%)
     Alte limbi (0,42%)
Conform recensământului din 2001, majoritatea populației localității Obuhiv era vorbitoare de ucraineană (99,59%), existând în minoritate și vorbitori de alte limbi.